# Ширинка (архитектура)
Шири́нка — разновидность кессона; распространённый в русской архитектуре XVI—XVII веков элемент декора в виде квадратного углубления в стене, внутри которого иногда помещался изразец или резное украшение.
Применялась для внешней отделки плоских частей каменных построек (фасадов, устоев воротных арок, пилястр, парапетов крепостных стен). Особенно часто ширинки применялись в отделке колоколен, где иногда всё прямоугольное основание верхнего восьмерика и нижний парапет сплошь покрывались ширинками.
Мотив повторяющейся перспективной прямоугольной рамки ширинки сближает этот вид декора с филёнкой.
Зодчие зачастую сосредотачивали на отделке ширинками свою изобретательность. Рамка изготавливалась из тёсаного камня или лекального кирпича; самый простой профиль представлял собой прямоугольный уступ, самый сложный — четвертной вал с желобком. Углубление оставлялось гладким или заполнялось белокаменной пробкой, для небольших ширинок на пробке вытёсывалась крошечная балясина или розетка, в больших ширинках для отделки использовался изразец или пробка обкладывалась кирпичом с несложным выпуклым изображением.
При отделке пилястры колонка ширинок иногда завершалась впадиной в форме закомары. На фризах главных карнизов церквей использовались ширинки, в которых углубление было заполнено кирпичной кладкой с вырезами, похожими на лист дерева.

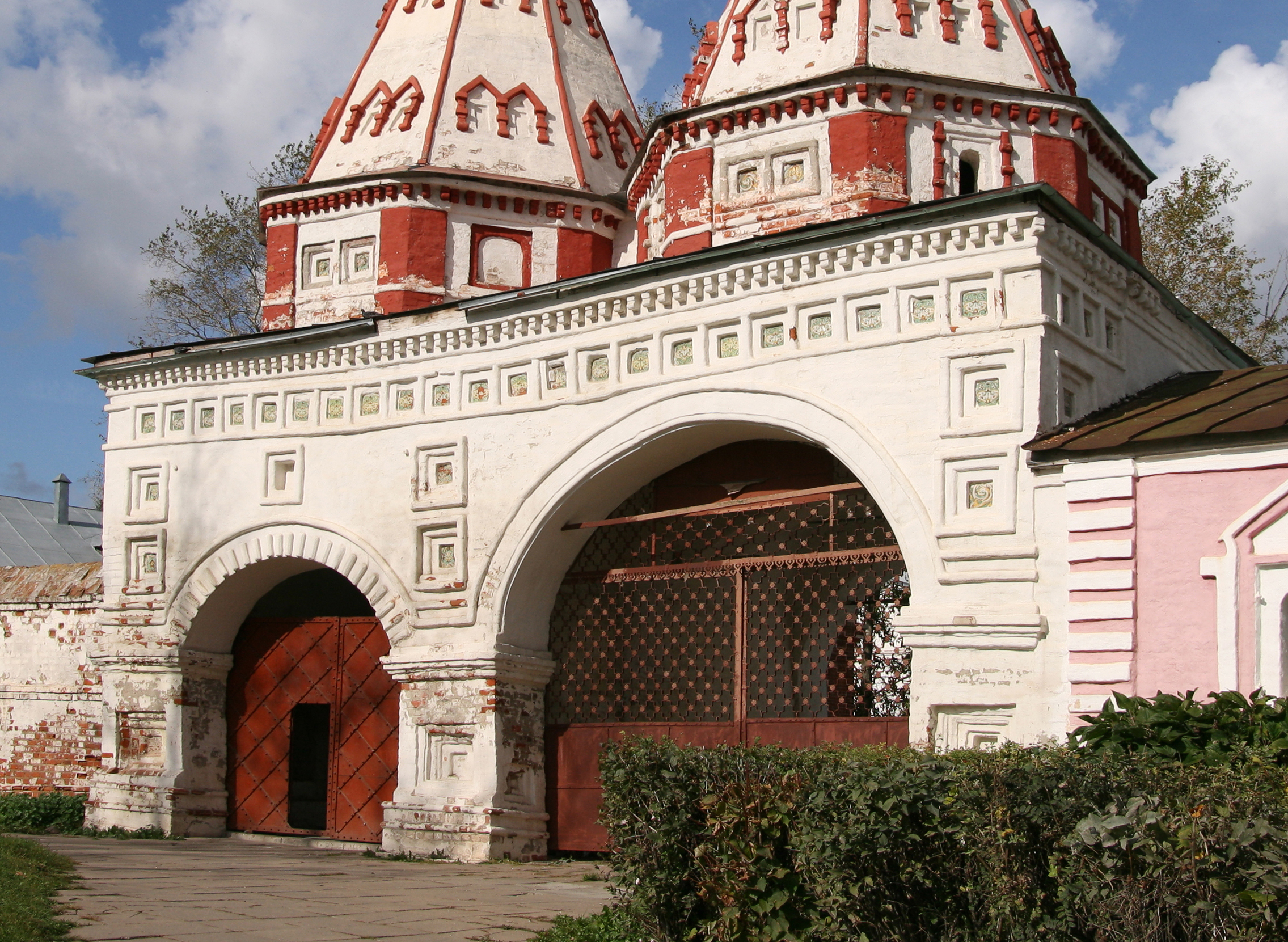
Фрагмент Святых ворот (1688 г.) Ризоположенского монастыря в Суздале. Ширинки с изразцами помещены в виде пояса по верхнему краю, парами и по отдельности — ниже на пилонах
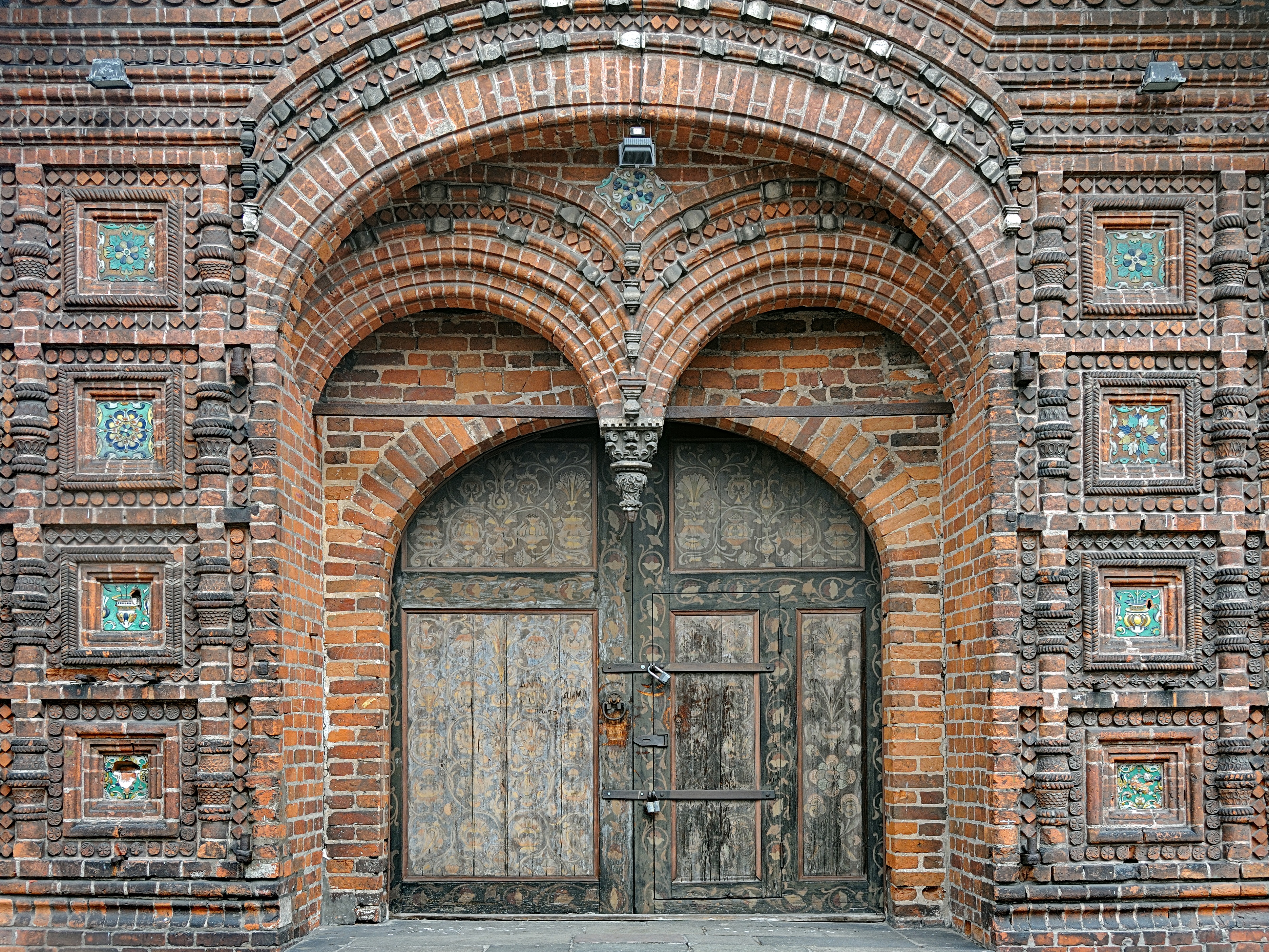
Ширинки в декоре крыльца храма Иоанна Предтечи в Толчкове
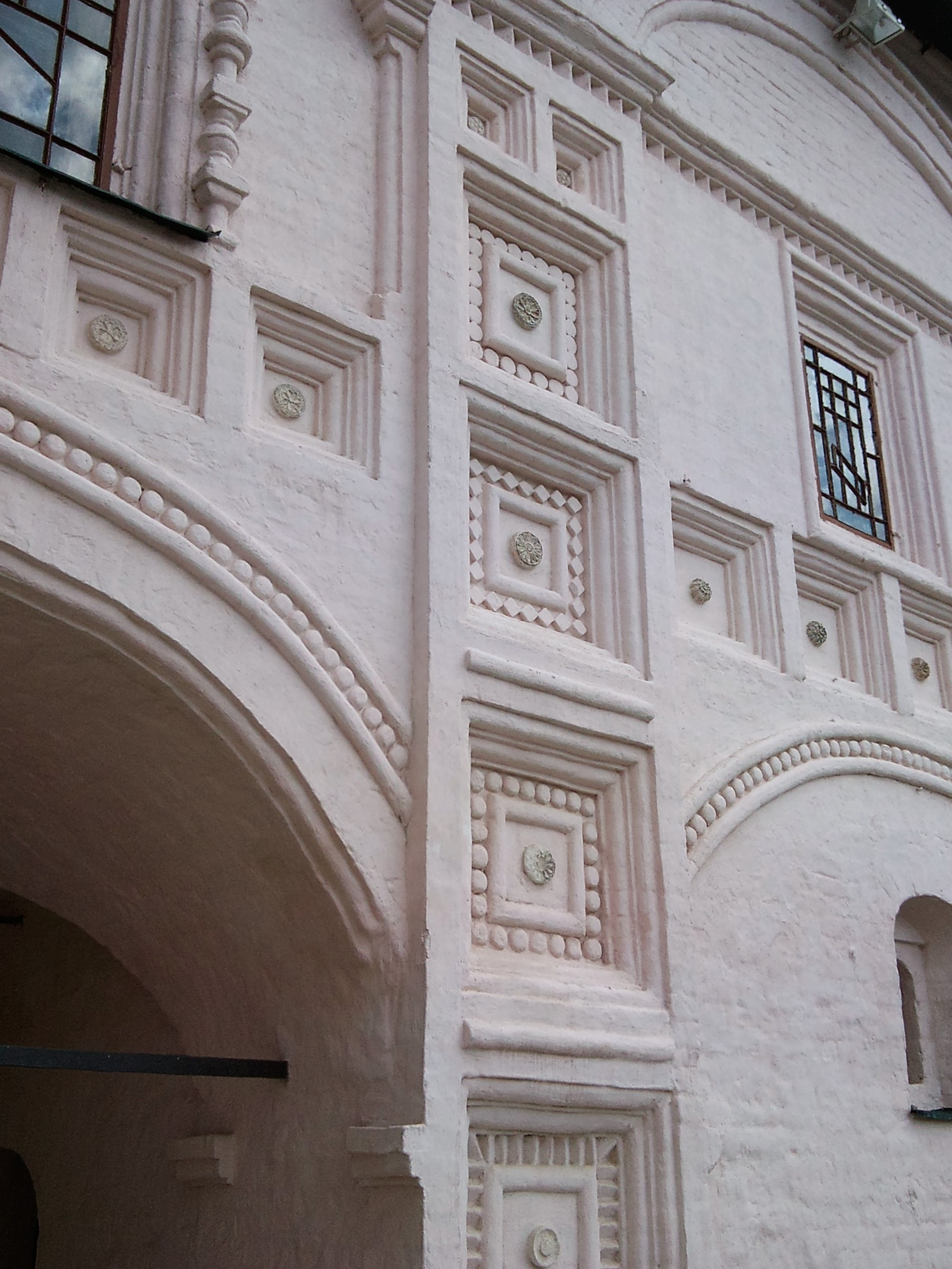
Ширинки в декоре галереи храма Илии Пророка в Ярославле
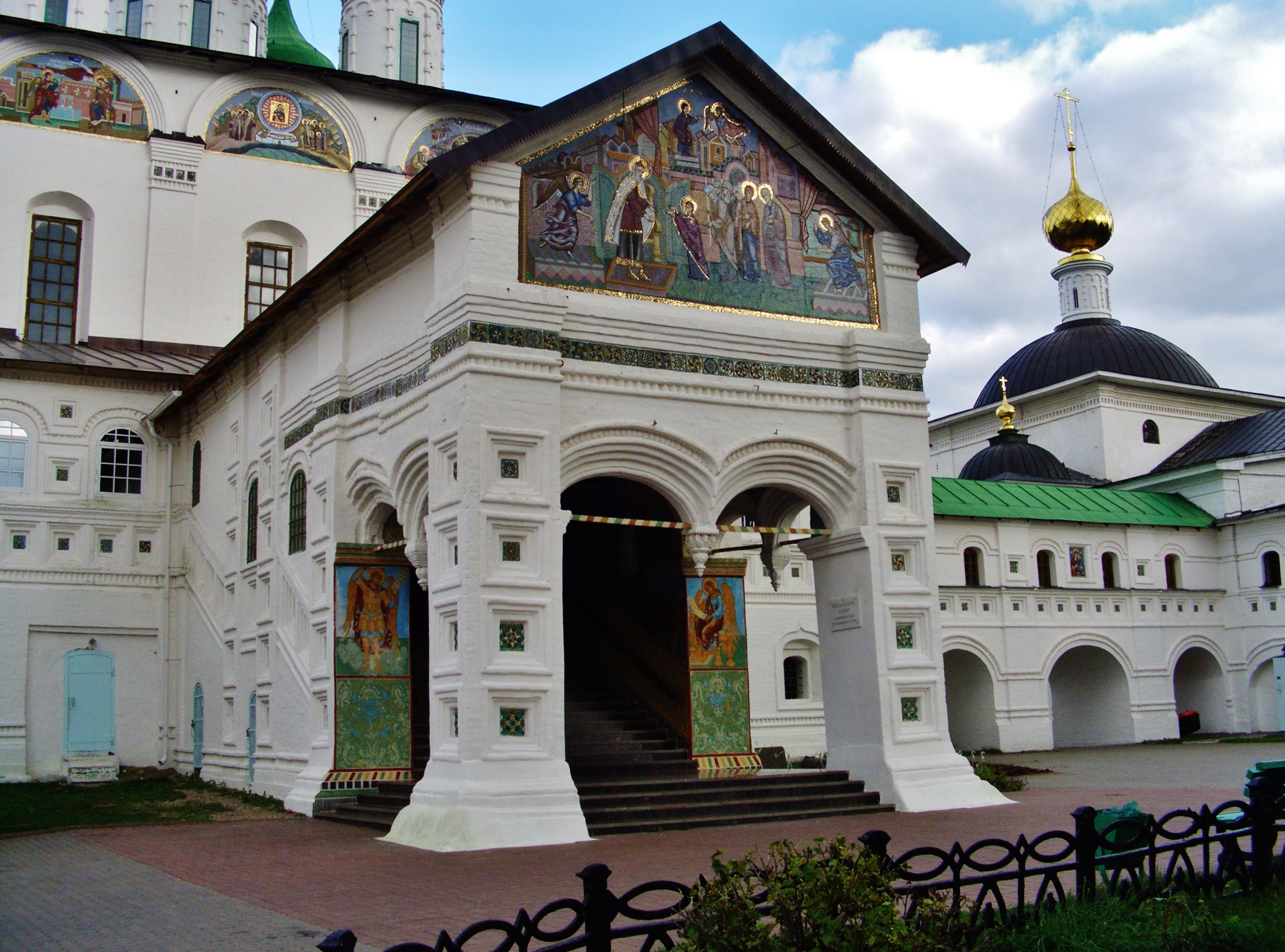
Ширинки в декоре крыльца и галереи Введенского собора в Толгском монастыре